# Laurence Cossé
Laurence Cossé (1950, Boulogne-Billancourt, França) é uma autora e crítica literária francesa. Foi a primeira jornalista do sexo feminino do jornal francês Le Quotidien de Paris e, posteriormente, da rádio pública francesa France Culture. A grande maioria dos seus romances foi publicada pela editora francesa Gallimard, sendo o seu romance mais famoso até hoje, Le Coin du voile (1996), traduzido como A Corner of the Veil em inglês (bem como em cinco outras línguas).
Embora tenha publicado o romance poético Les Chambres du Sud e o romance histórico La Femme du premier ministre, os seus últimos romances evocam a sociedade francesa contemporânea, muitas vezes de forma crítica ou irónica. Recebeu em 2015 o "Grand Prix de littérature" da Académie Française.

## Obras

### Romances
- Les Chambres du Sud, Gallimard, 1981
- Le Premier pas d'amante, Gallimard, 1983
- 18h35 : Grand Bonheur, Le Seuil, 1991
- Un Frère, Le Seuil, 1994
- Le Coin du voile, Gallimard, 1996 (recebeu o "Prix du Jury Jean Giono 1996"); A Corner of the Veil (tradução americana de Linda Asher)[5][6]
- La Femme du premier ministre, Gallimard, 1998
- Le Mobilier nacional, Gallimard, 2001
- Le 31 du mois d'août, Gallimard, 2003; Accident in August (tradução em inglês, 2011)[7]
- Au bon roman, Gallimard, 2009 ; A Novel Bookstore (tradução em inglês, 2010)[8]
- Les Amandes amères, Gallimard, 2011; Bitter Almonds (tradução em inglês, 2013)[9][10]
- La Grande Arché, Gallimard, 2016[11]
- Le premier pas d'amante, Galiimard, 2016[12]
- Au bon roman, Gallimard, 2017[13]
- Nuit sur la neige, Gallimard, 2018[14]
- O segredo de Sybil, Gallimard, 2023

### Contos
- Vous n'écrivez plus ? , Gallimard, 2006 (vencedor do "Grand Prix de la nouvelle de l' Académie Française ″)[15]

### Teatro
- La Terre des Folles, publicado com Monseigneur de Très-Haut, edições HB, 1995 (com ilustrações de Christine Lesueur)

## Links externos
- Entrevista de Andrei Tarkovsky em inglês